# Eberhard Diepgen

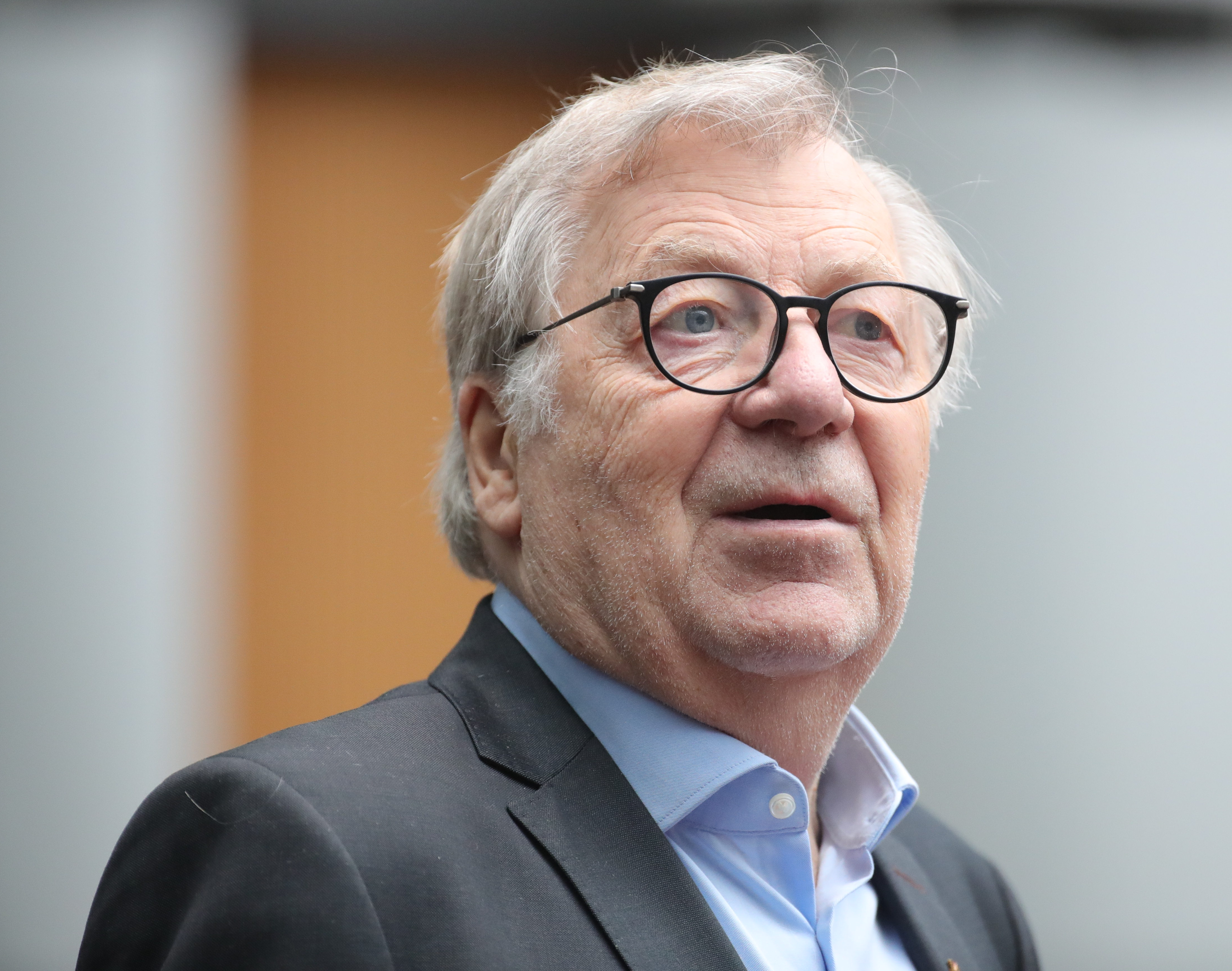
Eberhard Diepgen, 2023

Eberhard Erik Diepgen (* 13. November 1941 in Berlin) ist ein ehemaliger deutscher Politiker (CDU). Er war ab 1971 Mitglied des Berliner Abgeordnetenhauses, Landes- und Fraktionsvorsitzender der CDU Berlin und von 1984 bis 1989 sowie von 1991 bis 2001 Regierender Bürgermeister von Berlin. Zudem ist er Namensgeber und Schirmherr des Eberhard-Diepgen-Preises.

## Leben
Eberhard Diepgen wurde als Sohn des Juristen und Rechtsanwalts Erik August Diepgen (1907–1985) und dessen Frau Erika Diepgen, geborene Krüger, im Pankower Krankenhaus „Maria Heimsuchung“ geboren. Der Gynäkologe und Medizinhistoriker Paul Diepgen (1878–1966) war sein Großvater. Der Kommunalpolitiker Martin Diepgen ist ein 15 Jahre jüngerer Halbbruder.
Die Kriegsjahre verlebte Diepgen wegen der Mutter-und-Kind-Verschickung in Klingenthal im Vogtland. Er wuchs in West-Berlin ohne seinen leiblichen Vater auf, zunächst in Berlin-Gatow und ab 1951 in der Gartenstadt Atlantic in Berlin-Gesundbrunnen. Nachdem er 1960 das Abitur am Diesterweg-Gymnasium abgelegt hatte, studierte Diepgen Rechtswissenschaft an der Freien Universität Berlin (FU). Im Rahmen der Juristenausbildung in Deutschland legte er das erste Staatsexamen 1967 ab, das zweite 1972. Seither war er in Berlin als Rechtsanwalt zugelassen.
Diepgen war Mitglied der Jungen Union und trat 1962 der CDU bei, nicht jedoch dem Ring Christlich-Demokratischer Studenten (RCDS). Ende Januar 1963 wählte ihn der 14. Konvent der FU zum Sprecher und Vorsitzenden des Allgemeiner Studentenausschusses (AStA). Die Wahl rief das Missfallen des Ältestenrats des Konvents hervor, da Diepgen Mitglied einer schlagenden Verbindung war, der Burschenschaft Saravia zu Berlin. Mit der Begründung: „Die Ältesten halten es für unvereinbar mit dem Geist der Freien Universität und den Vorstellungen einer modernen Universität …, daß ein Mitglied einer schlagenden Verbindung die Gesamtheit aller Studenten der Freien Universität vertritt“, setzte der Ältestenrat eine Urabstimmung über die Gültigkeit der Wahl durch. Daraufhin wählte am 15. Februar 1963 die Studentenschaft der FU Diepgen bei hoher Wahlbeteiligung mit deutlicher Mehrheit ab. Zwei Jahre später wurde Diepgen zum stellvertretenden Vorsitzenden des AStA-Dachverbands Verband Deutscher Studentenschaften (VDS) gewählt.
Zusammen mit Freunden aus der Zeit seines Jurastudiums gründete Diepgen eine Gruppe, die man bezogen auf einen der Köpfe, Peter Kittelmann, auch ironisch „K-Gruppe“ nannte. Seit seiner Studienzeit an der juristischen Fakultät der FU Berlin ist Diepgen eng mit Klaus-Rüdiger Landowsky bekannt, dem späteren Fraktionsvorsitzenden und der „grauen Eminenz“ der CDU im Abgeordnetenhaus während Diepgens Bürgermeisterschaft.

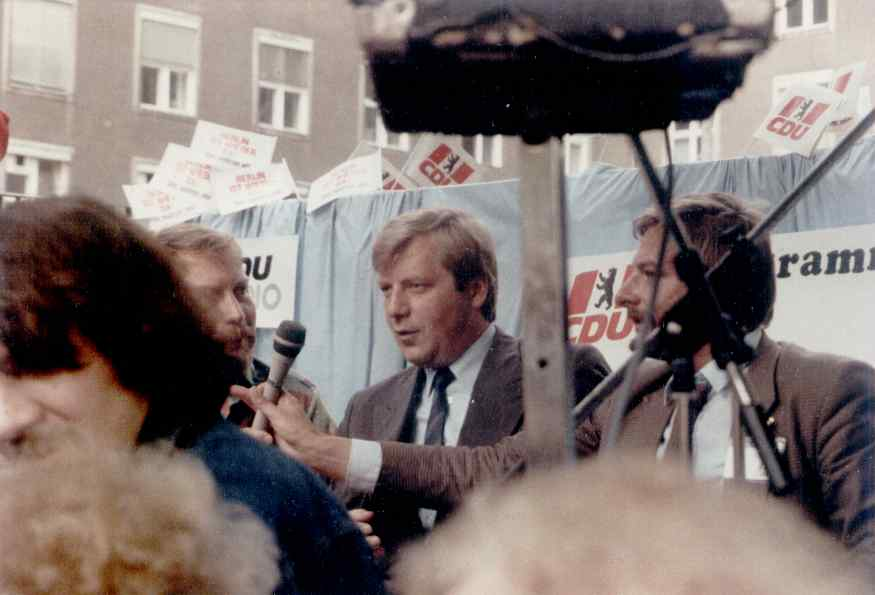
Eberhard Diepgen bei einer Wahlkampfveranstaltung in den 1980er Jahren

Von 1967 bis 1971 war Diepgen Bürgerdeputierter im Bezirk Tiergarten. Die CDU Berlin nahm ihn 1971 in den Landesvorstand auf, wählte ihn 1981 zum stellvertretenden und 1983 zum Landesvorsitzenden. In dieser Zeit gehörte er mehrfach dem Präsidium der Bundes-CDU an. Bei der Wahl zum Abgeordnetenhaus von Berlin 1971 gewann Diepgen ein Mandat im Abgeordnetenhaus von Berlin. Von 1980 bis zu seiner Wahl zum Regierenden Bürgermeister 1984 und von 1989 bis 1991 war er dort Vorsitzender der CDU-Fraktion. Im Jahr 1980 wählte das Abgeordnetenhaus Diepgen als einen Berliner Vertreter in den 9. Deutschen Bundestag, doch legte er sein Mandat bereits am 3. Februar 1981 nieder. Nachdem er 2001 aus dem Abgeordnetenhaus ausgeschieden war, zog Diepgen 2002 mit seiner Ehefrau Monika Diepgen von Berlin-Zehlendorf nach Berlin-Wilmersdorf und war seitdem bis 2011 als Rechtsanwalt tätig. Diepgen hat einen Sohn und eine Tochter und spielt aktiv Fußball.

## Diepgen als Regierender Bürgermeister

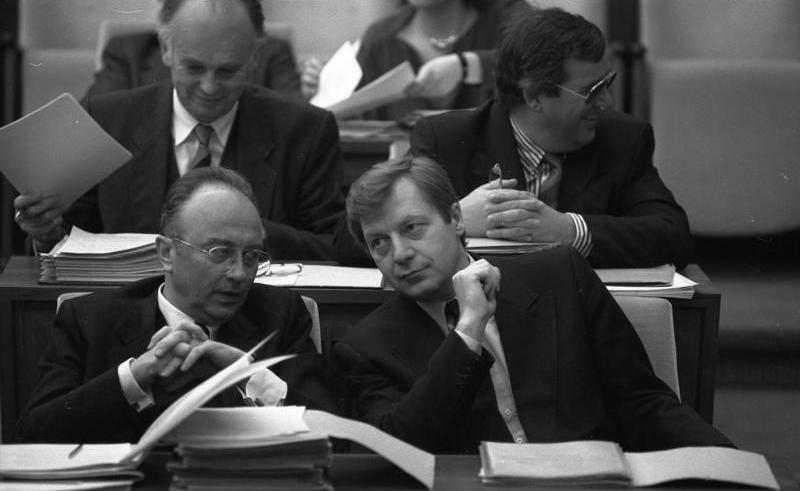
Diepgen mit Rupert Scholz im Bundesrat, 1988

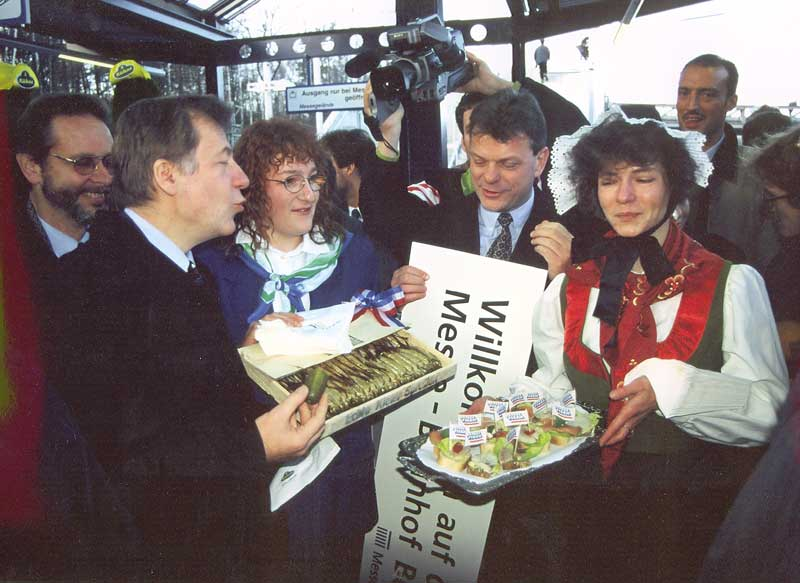
Eberhard Diepgen bei der Eröffnung einer S-Bahn-Strecke, 1998

Am 9. Februar 1984 wählte das Abgeordnetenhaus Diepgen als Nachfolger von Richard von Weizsäcker, der für das Amt des Bundespräsidenten kandidierte, zum Regierenden Bürgermeister von Berlin. Innerhalb der Berliner CDU hatte sich Diepgen zuvor gegen die Gegenkandidatin Hanna-Renate Laurien durchgesetzt. Bei den Wahlen zum Abgeordnetenhaus 1985 konnte sich die CDU unter seiner Führung trotz leichter Verluste (46,4 % der Stimmen) klar als stärkste Fraktion behaupten. Diepgens Gegenkandidat war der langjährige Bundesfinanz- und Verteidigungsminister Hans Apel  von der SPD.
Im Zuge der „Antes-Affäre“ von 1985/86 wurde aufgedeckt, dass Diepgen mindestens 75.000 Mark als „Spende“ vom Bauunternehmer Kurt Franke erhalten hatte. Auf dessen Spenderliste standen zahlreiche Personen aus der Berliner Politik und Verwaltung. Bei der Wahl zum Abgeordnetenhaus von Berlin 1989 erlitt die CDU Verluste in Höhe von 8,7 Prozentpunkten. Da außerdem sein Koalitionspartner FDP an der Fünf-Prozent-Hürde scheiterte, musste er zugunsten von Walter Momper, der einen rot-grünen Senat bildete, aus dem Amt ausscheiden. Nach den ersten Gesamt-Berliner Wahlen am 2. Dezember 1990 war die CDU wieder deutlich stärkste Fraktion. Diepgen wurde am 24. Januar 1991 von einer Großen Koalition aus CDU und SPD erneut zum Regierenden Bürgermeister von Berlin gewählt. Damit wurde Diepgen zum einzigen Regierenden Bürgermeister, dem nach Ausscheiden aus dem Amt eine Rückkehr gelang.
Nach den Wahlen zum Abgeordnetenhaus von Berlin 1995 und 1999 wurde er jeweils als Chef einer großen Koalition wiedergewählt, wobei sich Diepgen 1995 trotz eigener Stimmenverluste gegen Ingrid Stahmer und 1999 erneut gegen Walter Momper behaupten konnte. 1999 übernahm Diepgen auch das Justizressort, da sich die Koalitionsparteien nicht auf die Zahl der Kabinettsposten einigen konnten. Die fehlende Eigenständigkeit des Ressorts wurde von Richter-, Staatsanwalts- und Rechtsanwaltsvereinigungen kritisiert.
Nach dem Berliner Bankenskandal kam es im Frühsommer 2001 zum Bruch der Großen Koalition. Am 16. Juni 2001 schließlich wurde Diepgen mit den Stimmen von SPD, PDS und Bündnis 90/Die Grünen mittels eines Misstrauensvotums abgewählt. Zu seinem Nachfolger wurde der SPD-Fraktionsvorsitzende Klaus Wowereit gewählt. Diepgen war mit seinen zwei Amtszeiten von insgesamt 15 Jahren und fünf Monaten der am längsten amtierende Regierende Bürgermeister Berlins. In seine „Regierungspause“ von 1989 bis 1991 fiel die Phase vom Mauerfall (am 9. November 1989) bis zur Wiedervereinigung (am 3. Oktober 1990) – in diesen knapp zwei Jahren musste er das Amt des Stadtoberhaupts seinem SPD-Rivalen Momper überlassen. Zudem schaffte Diepgen es nicht ins Amt des Bundesratspräsidenten, da das Land Berlin die Bundesratspräsidentschaft ebenfalls in Mompers Amtszeit (1. November 1989 bis 31. Oktober 1990) innehatte, um sie dann ein halbes Jahr nach Diepgens erneutem Ausscheiden (1. November 2001) wieder zu übernehmen. Sein Nachfolger Klaus Wowereit wiederum hält den Rekord für die längste ununterbrochene Amtszeit als Regierender Bürgermeister von Berlin.

## Die Zeit nach der Bürgermeisterschaft

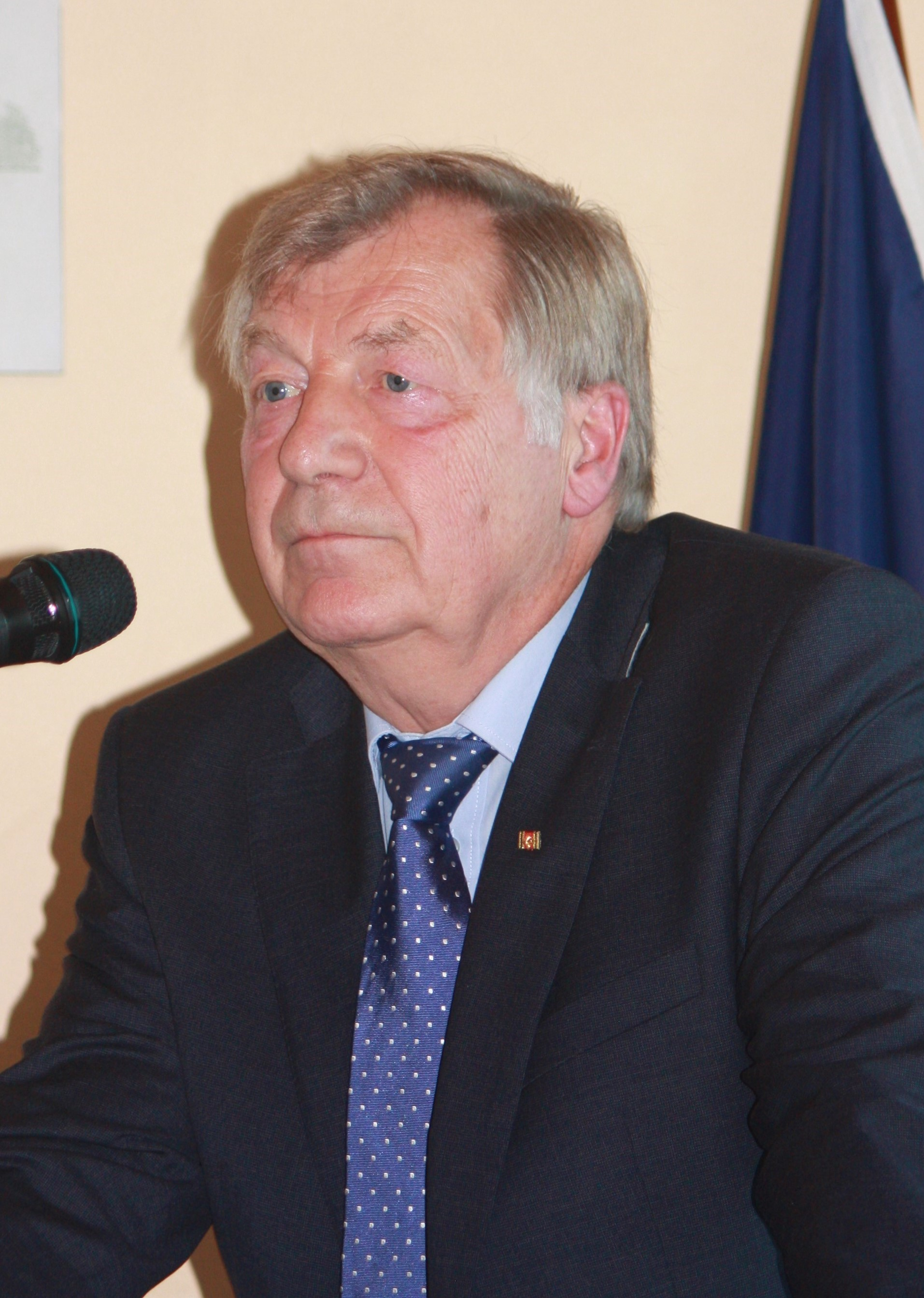
Eberhard Diepgen (2015)

Zur vorgezogenen Abgeordnetenhauswahl im Oktober 2001 verzichtete Diepgen auf eine Kandidatur. Spitzenkandidat der CDU wurde Frank Steffel. Nachdem ihm seine eigene Partei den Listenplatz 1 für die Bundestagswahl 2002 verweigert hatte, gab Diepgen das Amt des Landesvorsitzenden der Berliner CDU an den ehemaligen Kultursenator Christoph Stölzl ab. Daraufhin begann Diepgen noch 2001 eine Tätigkeit als Anwalt in der internationalen Kanzlei für Wirtschaftsrecht Thümmel, Schütze & Partner, die er bis zu seinem Ausscheiden im Alter von 70 Jahren Ende 2011 ausübte.
Im Jahr 2004 wählte die Berliner CDU Eberhard Diepgen zu ihrem Ehrenvorsitzenden. Bei der Wahl zum 16. Deutschen Bundestag 2005 kandidierte er als Direktkandidat im Wahlkreis Berlin-Neukölln, unterlag jedoch dem Gegenkandidaten Ditmar Staffelt von der SPD. Auf einen Listenplatz hatte er nach den Erfahrungen aus dem Jahr 2002 verzichtet.
Im Oktober 2007 wurde Diepgen auf Vorschlag seines Nachfolgers, des Regierenden Bürgermeisters Klaus Wowereit, mit dem Verdienstorden des Landes Berlin ausgezeichnet. 2014 erhielt er schließlich die Stadtältestenwürde Berlins.
Er ist Namensgeber und Schirmherr des 2018 von der CDU Berlin ausgerufenen Eberhard-Diepgen-Preises, der an Personen oder Organisationen vergeben wird, die sich in herausragender Weise für den sozialen Zusammenhalt in Berlin engagiert und verdient gemacht haben.
Auf Vorschlag der CDU-Fraktion im Abgeordnetenhaus von Berlin war Diepgen am 13. Februar 2022 Wahlmann in der 17. Bundesversammlung.

## Ehrenamtliches Engagement
- Stellvertretender Vorsitzender der Vereinigung Gegen Vergessen – Für Demokratie
- Kuratoriumsmitglied der Stiftung Synanon, Berlin
- Kuratoriumsvorsitzender der Otto Benecke Stiftung
- Kuratoriumsmitglied in der Stiftung Ernst-Reuter-Archiv
- Vorsitzender des Trägervereins „Käthe-Kollwitz-Museum und grafische Sammlung Hans Pels-Leusden e. V.“

## Auszeichnungen (Auswahl)
- Silbernes Ehrenschild vom Reichsbund der Kriegsopfer, Behinderten, Sozialrentner und Hinterbliebenen (1985)
- Großkreuz des Verdienstordens der Italienischen Republik (1986)
- Großkreuz des Ordens des Infanten Dom Henrique (1989)
- Großes Bundesverdienstkreuz (1987) mit Stern (1994) und Schulterband (1999)
- Großes Goldenes Ehrenzeichen am Bande für Verdienste um die Republik Österreich[11] (1993)
- Honorary Knight Commander of the Order of the British Empire (1994)
- Orden für Verdienst (1998)
- Orden des Marienland-Kreuzes (II. Klasse) (2000)
- Verdienstorden des Landes Berlin (2007)
- Komtur des Verdienstordens der Republik Ungarn (2011)
- Stadtältester von Berlin (2014)
- Namensgeber des Eberhard-Diepgen-Preises (ab 2018)

## Senate
- Senat Diepgen I – Senat Diepgen II – Senat Diepgen III – Senat Diepgen IV – Senat Diepgen V

## Trivia
- In der 6. Folge von Drei Damen vom Grill stehen Ulli und Otto vor dem Haus mit der Praxis von Dr. Oswald. Im selben Haus hat auch ein Rechtsanwalt mit dem Namen Eberhard Diepgen seine Kanzlei.
- 2001 hatte Diepgen einen Gastauftritt in der ZDF-Serie Unser Charly.[12]
- Diepgen ist in der im Jahr 1963 produzierten Filmreihe Mondo ni Note zu sehen, eine Szene handelt vom rituellen Biertrinken (Salamander), in einer anderen Szene sind er und seine Kommilitonen Klaus-Rüdiger Landowsky und Peter Kittelmann (alle CDU) bei einer Mensur zu sehen.

## Veröffentlichungen (Auswahl)
- Zwischen den Mächten. Von der besetzten Stadt zur Hauptstadt. Edition Q, Berlin 2004, ISBN 3-86124-582-5.